# Casa Spallanzani
La Casa Spallanzani è un edificio che si trova a Scandiano, in provincia di Reggio Emilia. Essa è la casa natale dello scienziato scandianese Lazzaro Spallanzani. 

## Storia
L'edificio è l'abitazione in cui nacque lo scienziato Lazzaro Spallanzani il 12 gennaio 1729. La casa, di proprietà dello studioso, scandianese fu acquistata dalla Amministrazione Comunale di Scandiano all'inizio degli anni '80. All'interno di sei stanze, poste al secondo piano dell'edificio, era conservato il museo privato di Lazzaro Spallanzani, che era stato venduto alla Municipalità di Reggio Emilia nel 1799 dal fratello Nicolò. 
L'edificio è stato dichiarato monumento nazionale il 16 novembre 1939. Nel 1994, durante lavori di restauro, sono stati rinvenuti tre antichi capitelli medioevali. Essi erano decorati con uno stemma araldico raffigurante una zampa ferina che tiene tra gli artigli tre garofani. L'edificio è ora sede di alcuni uffici comunali, del Centro Studi Spallanzani e del Centro Studi Matteo Maria Boiardo. L'edificio ospita inoltre una mostra di strumentazione scientifica dal nome "Lazzaro Spallanzani e la respirabilità dell'aria nel tardo 700".

## Architettura
La casa esternamente si presenta come una corte urbana, che è stata adibita a palazzo. La casa presenta due prospetti che guardano rispettivamente a nord e a sud, il primo sulla Piazza della Libertà, l'altro su via Magati. L'ingresso principale ad arco, presenta una porta a doppio battente, all'interno della quale è ricavata una porta di dimensione ridotte per i pedoni. 
La pianta interna, di origine cinquecentesca, presenta due corpi simmetrici posti intorno alla corte interna, collegati tra loro da un loggiato e da una scala. Solamente le stanze al piano superiore, alle quali si accede tramite uno scalone, hanno conservato l'impianto originario. Salendo ancora si giunge sull'altana, dalla quale è possibile vedere Scandiano dall'alto e la Rocca dei Boiardo.
Sono poi presenti due loggiati che si affacciano sulla corte. Essi sono costituiti da pilastri in muratura e archi a tutto sesto: il primo piano presenta capitelli dorico-romani, il secondo presenta capitelli ionico-corinzi. Lo scalone interno, sviluppato su tre rampe, è decorato con elementi di origine barocca, tra cui pilastri con cornici, parapetti balaustrati, corrimano decorati e busti ornamentali.